# Sarah Parsons
Sarah Parsons, född den 27 juli 1987 i Dover, Massachusetts i USA, är en amerikansk ishockeyspelare.
Hon tog OS-brons i damernas ishockeyturnering i samband med de olympiska ishockeytävlingarna 2006 i Turin.